# Édouard de Mercx de Corbais
Édouard de Mercx de Corbais (Brussel, 22 mei 1788 - Namen, 6 februari 1855) was een Belgisch generaal met loopbaan in de Oostenrijkse, Franse, Nederlandse en Belgische legers.

## Biografie
Édouard de Mercx de Corbais was een zoon van Louis de Mercx, voorzitter van het Hoog Gerechtshof in Brussel en raadgever van de Oostenrijkse keizer, en Marie-Anne Piéret. Hij was een broer van baron Maurice de Mercx, generaal en diplomaat. Hij trouwde in 1818 met Philippine de Baré (1795-1877), dochter van baron Lambert de Baré de Comogne, industrieel en lid van de Provinciale Staten van Namen, en zus van burggraaf Hippolyte de Baré de Comogne, gemeenteraadslid van Hoei en senator.
In 1801 werd hij toegelaten als cadet bij het regiment ulanen van Maximilian von Merveldt, en hij nam deel aan alle gevechten van dit regiment tot aan de Slag bij Austerlitz. In 1809 werd hij kapitein bij het regiment jagers van de Arnauts, waar hij diende als eskadronscommandant. In november 1811 trad hij, in navolging van het decreet van 1810, in dienst bij het Franse leger.
Tijdens de Russische veldtocht raakte hij gewond, werd hij gevangengenomen en gedeporteerd naar Saratov en vervolgens naar Astrachan. Hij wist een belangrijke postzending buit te maken en viel op bij Napoleon Bonaparte in Dresden, die hem onderscheidde. Hij werd bevorderd tot de rang van luitenant-kolonel en nam deel aan de Franse veldtocht.
Na de val van Napoleon verliet hij het Franse leger en trad in dienst van het Verenigd Koninkrijk der Nederlanden als majoor met de rang van luitenant-kolonel bij het 5e regiment lichte cavalerie van Charles-Albert van der Burch, dat hij met onderscheiding aanvoerde. Tijdens een charge in de Slag bij Quatre-Bras raakte hij zwaargewond en werd hij uitgeschakeld.
In 1815 werd hij bevorderd tot kolonel. In 1820 nam hij ontslag uit het Nederlandse leger, maar keerde terug in dienst bij het Belgische leger, waar hij op 17 mei 1831 werd benoemd tot generaal-majoor.
Hij ging met pensioen in 1848.